# Лу Нин
Лу Нин (англ. Lu Ning; род. 1994) — китайский профессиональный игрок в снукер.

## Биография и карьера
Родился 1 января 1994 года в китайской провинции Гирин.
Первое появление Лу Нина в рейтинговом турнире произошло в wildcard-раунде World Open 2012, где он победил победителя British Open 1996 года Найджела Бонда со счётом 5:4. Затем он встретился с Марком Селби и, несмотря на взятие первых двух фреймов, проиграл со счётом 3:5.
Принял участие в следующем рейтинговом турнире China Open 2012 года. Выиграл у валлийца Джейми Джонса со счётом 5:3 и у Шона Мерфи 5:2 с двумя сенчури-брейками. Но затем проиграл Алистеру Картеру — 1:5.
В 2013 году стал победителем любительского чемпионата IBSF World Under-21 Snooker Championship, выиграв у Чжоу Юэлуна со счётом 9:4.